# Agrilus loongfahi
Agrilus loongfahi – gatunek chrząszcza z rodziny bogatkowatych i podrodziny Agrilinae.
Gatunek ten opisany został w 2018 roku przez Eduarda Jendeka i Wasilija Griebiennikowa na łamach Zootaxa. Jako miejsce typowe wskazano las Panti w okolicy Kota Tinggi w Malezji. Epitet gatunkowy nadano na cześć fotografa Cheong Loong Faha, który odłowił holotyp.
Chrząszcz o prawie równoległobocznym w zarysie ciele długości 7,3 mm. Wierzch ciała jest jednobarwny, zielony do brązowego. Głowa wyposażona jest w oczy złożone o średnicy większej niż połowa szerokości ciemienia. Ciemię jest powierzchownie punktowane. Czułki mają piłkowanie zaczynające się od czwartego członu, a człony od siódmego do dziesiątego mają wyraźne szypułki. Przedplecze jest podłużne do kwadratowego, najszersze pośrodku; ma łukowaty i szeroki płat przedni dosięgający wysokości przednich kątów, łukowate i w tyle zafalowane brzegi boczne oraz ostre kąty tylne. Na powierzchni przedplecza występują guzek pośrodkowy i para wcisków tylno-bocznych. Prehumerus ma formę żebrowatą. Boczne żeberka przedplecza są umiarkowanie zbieżne. Pokrywy są na przedzie i w tyle owłosione i mają osobno wyostrzone wierzchołki. Przedpiersie ma łukowato, szeroko i płytko wykrojoną odsiebną krawędź płata oraz płaski wyrostek międzybiodrowy o prawie równoległych bokach. Zapiersie odznacza się płaskim wyrostkiem międzybiodrowym. Odwłok ma zmodyfikowany guzkami pierwszy z widocznych sternitów (wentryt) oraz łukowatą wierzchołkową krawędź pygidium. Genitalia samca cechują się symetrycznym edeagusem.
Owad orientalny, endemiczny dla Malezji, znany tylko ze stanu Johor.